# Imma bilineella
Imma bilineella är en fjärilsart som beskrevs av Pieter Cornelius Tobias Snellen 1885. Imma bilineella ingår i släktet Imma och familjen Immidae. Inga underarter finns listade i Catalogue of Life.